# 유경희
유경희(劉慶姬, 1972년 9월 16일~)은 대한민국의 정치인으로, 인천광역시의회 의원이다. 전라북도 전주시 출생이다.

## 학력
- 부개초등학교 졸업
- 부평서여자중학교 졸업
- 부평여자고등학교 졸업
- 영진사이버대학교 상담심리학과 졸업
- 방송통신대학교 행정복지학과 졸업
- 인천대학교 정책대학원 사회복지학과 졸업

## 경력
- 호남향우회 부평지회 부회장
- 더불어민주당 인천광역시당 여성위원장
- 인천광역시의회 더불어민주당 대변인
- 잡엔조이교육개발원 대표
- 전)부흥초등학교 운영위원
- 일신초등학교 운영위원
- 슬기로운 주민자치회 활동을 위한 연구회 대표
- 2018년 7월 1일 ~ 2022년 5월 2일: 제8대 인천광역시 부평구의회 의원
- 2022년 7월 1일 ~: 제9대 인천광역시의회 의원
  - 제9대 인천광역시의회 도시계획 및 도시개발사업관련 행정사무조사 특별위원회 위원
  - 제9대 인천광역시의회 전반기 의회운영위원회 위원
  - 제9대 인천광역시의회 전반기 문화복지위원회 제2부위원장
  - 제9대 인천광역시의회 전반기 제2기 윤리특별위원회 위원
  - 제9대 인천광역시의회 후반기 문화복지위원회 위원장

## 역대 선거 결과
|  | 49.42% |

|  | 51.8% |